# Одберг, Франк
Франк Одберг (нидерл. Frank Odberg; 1 марта 1879, Гент — 1917, неизвестно) — бельгийский гребец, серебряный призёр летних Олимпийских игр 1900.
Одберг на Играх участвовал только в соревнованиях восьмёрок. Его команда заняла второе место сначала в полуфинале, а потом в финале, выиграв серебряную медаль.